# Izuka
Iizuka (飯塚) je grad u Japanu u prefekturi Fukuoka. Prema popisu stanovništva iz 2005. u gradu je živjelo 133.357 stanovnika.

## Stanovništvo
Prema podacima s popisa, u gradu je 2005. godiine živjelo 133.357 stanovnika.
| 1995.   | 2000.   | 2005.   |
| ------- | ------- | ------- |
| 140.463 | 136.701 | 133.357 |

## Vanjske poveznice
- Kyushu Institute of Technology Iizuka campus
- Službena stranica grada